# Горнувек (Мазовецьке воєводство)
Горнувек (пол. Hornówek) — село в Польщі, у гміні Ізабелін Варшавського-Західного повіту Мазовецького воєводства.
Населення — 1854 особи (2011).
У 1975-1998 роках село належало до Варшавського воєводства.

## Демографія
Демографічна структура станом на 31 березня 2011 року:
|          | Загалом | Допрацездатний вік | Працездатний вік | Постпрацездатний вік |
| -------- | ------- | ------------------ | ---------------- | -------------------- |
| Чоловіки | 928     | 266                | 597              | 65                   |
| Жінки    | 926     | 240                | 566              | 120                  |
| Разом    | 1854    | 506                | 1163             | 185                  |